# Tiipai
El Tiipai és una llengua pertanyent al grup yuma del Delta de la família yuma-cochimí, i és parlada pels kumeyaays (Kumiai) al nord de Baixa Califòrnia i al sud del comtat de San Diego, Califòrnia. També és conegut com a diegueño meridional. Hinton (1994:28) proporcionat una "estimació conservadora" de 200 parlants tiipai a principis de 1990; el nombre de parlants ha disminuït constantment des d'aleshores 
En el passat el tiipai i els seus veïns del nord kumeyaay i ipai han estat considerats dialectes d'un sol idioma diegueño, però els lingüistes reconeixen ara que representar almenys tres idiomes diferents (per a la discussió, vegeu Langdon 1990). El mateix tiipai no és una varietat lingüística uniforme, i alguns suggereixen que seria possible reconèixer diversos idiomes dins el tiipai (Laylander 1985:33; Mithun 1999:577).
La documentació publicada de la llengua Tipai inclou una gramàtica descriptiva (Miller 2001), un diccionari comparatiu (Miller and Langdon 2008), una llista de paraules (Meza and Meyer 2008), i texts (Hinton 1976, Hinton 1978, vegeu també Miller 2001:331-348).